# Andrzej Grzyb
Andrzej Marian Grzyb (Siedlików; 23 de Agosto de 1956 — ) é um político da Polónia. Ele foi eleito para a Sejm em 25 de Setembro de 2005 com 7986 votos em 36 no distrito de Kalisz, candidato pelas listas do partido Polskie Stronnictwo Ludowe.
Ele também foi membro da PRL Sejm 1989-1991, Sejm 1993-1997, Sejm 2001-2005, Sejm 2005-2007, Sejm 2007-2011, Sejm 2019-2023, Sejm 2023-2027.